# جامعة جونسون وويلز
جامعة جونسون وويلز (بالإنجليزية: Johnson & Wales University)‏ وتُختصر إلى JWU هي جامعة خاصة يقع حرمها الجامعي الرئيسي في بروفيدنس، رود آيلاند. تأسست في كلية إدارة الأعمال في عام 1914 من قبل جيرترود جونسون وماري ويلز، لديها حاليا 9247 طالبًا للدراسات العليا، والجامعية، والطلاب على الإنترنت عبر فروعها. تم اعتماد الجامعة من قبل لجنة نيو إنجلاند للتعليم العالي.

## تاريخ

### 1914-1947

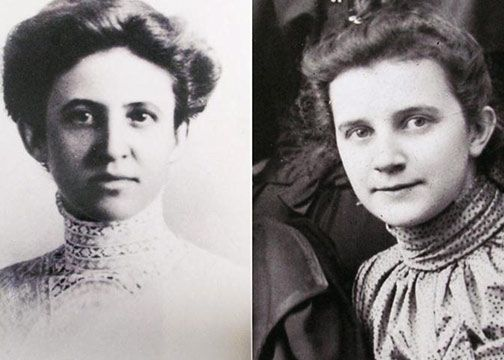
جيرترود جونسون وماري ويلز

تأسست مدرسة جونسون وويلز للأعمال في سبتمبر 1914 في بروفيدنس، رود آيلاند. التقى المؤسسان جيرترود آي جونسون وماري ت. ويلز كطالبين في مدرسة ولاية بنسلفانيا العادية في ميلرسفيل، بنسلفانيا. بعد سنوات، كان كلاهما يدرس في مدرسة براينت وستراتون لإدارة الأعمال في بروفيدنس (الآن جامعة براينت) عندما قررا التعاون وفتح مدرسة أعمال. افتتحت المدرسة بطالب واحد وآلة كاتبة في شارع الأمل في بروفيدنس. المدرسة سرعان ما انتقل إلى موقع أكبر على شارع أولني، وبعد ذلك انتقلت وسط المدينة إلى 36 ستريت للصرافة لجنود خدمة أفضل لعودته بعد الحرب العالمية الأولى. المنهج في الجزء المبكر من القرن العشرين شمل مسك الدفاتر، والكتابة، والاختزال، اللغة الإنجليزية والرياضيات. استقبلت المدرسة كلا من الرجال والنساء.

### 1947-1963
في يونيو 1947 واجه المؤسسون جونسون وويلز الشيخوخة والمرض، باعوا مدرسة جونسون آند ويلز للأعمال لشركاء (ورفاق في البحرية) إدوارد تريانجيلو وموريس غايبي. في هذا الوقت كان بالمدرسة ما يقرب من 100 طالب.
عمل إدوارد تريانجيلو وموريس غايبي كمديرين مشاركين مع نمو المدرسة بسرعة. حصلت المدرسة على الاعتماد الوطني في عام 1954. في عام 1960، تم اعتمادها ككلية مبتدئة.

### 1963 حتى الوقت الحاضر
أصبحت المدرسة منظمة غير ربحية مسجلة في عام 1963. شغل إدوارد ب. تريانجولو منصب أول رئيس للكلية من عام 1963 إلى عام 1969.
خلال الستينات والسبعينات من القرن العشرين، عندما هربت فنادق بروفيدنس والمتاجر الكبرى إلى الضواحي، انتهزت جونسون وويلز الفرصة لتوسيع وجودها في وسط المدينة. اشترت الجامعة فندق كراون السابق في عام 1966، وكل من فندق دريفوس السابق ومبنى متجر جلادينجز في عام 1975.
شغل موريس غايبي منصب الرئيس من عام 1969 إلى عام 1989، ثم مستشارًا في وقت لاحق. قدم غايبي برنامج الضيافة في عام 1972، على الرغم من شكوك مجلس الكلية. زاد الالتحاق بالبرنامج من 141 طالبًا في عام 1973 إلى 3000 في عام 1983. في نهاية المطاف أصبحت برامج الطهي بالمدرسة مشهورة على نطاق واسع. أصبحت الكلية رسميًا جامعة جونسون وويلز في عام 1988، والمعروفة بشكل غير رسمي باسم JWU.
بحلول عام 2016، كان لدى الجامعة 16000 طالب وأكثر من 2400 موظف في جميع أنحاء الحرم الجامعي في أربع مدن. تم تقديم برامج الدرجات العلمية في الأعمال التجارية، وفنون الطهي، والفنون والعلوم والتغذية والتعليم والضيافة ودراسات مساعد الطبيب والهندسة والتصميم.
في 25 يونيو 2020، أعلنت المدرسة أنها ستغلق حرمها الجامعي في دنفر وشمال ميامي في نهاية العام الدراسي 2020-21.

## الحرم الجامعي

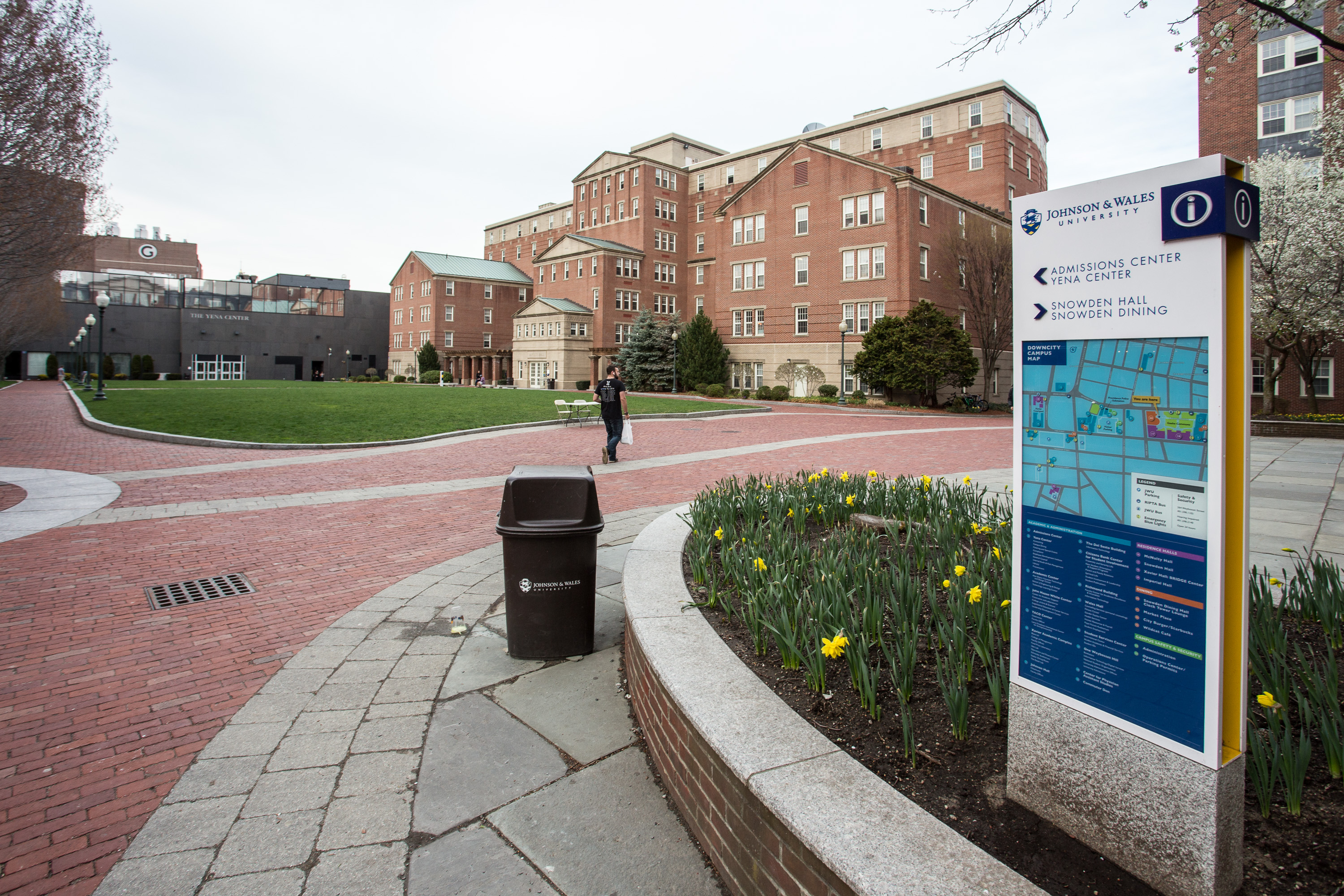
حرم داون سيتي بروفيدنس

تدير جامعة جونسون وويلز حرمًا جامعيًا في أربعة مواقع:
- حرم بروفيدنس المؤسس، رود آيلاند الذي يضم برامج الأعمال والضيافة والتكنولوجيا التابعة لجامعة دبليو دبليو يو (تسمى داون سيتي وافتتح في عام 1914) مع حرم جامعي فرعي يضم برامج الطهي والدراسات العليا في جامعة جونسون وويلز (يسمى هاربورسايد وتم افتتاحه في عام 1985) في كرانستون، رود آيلاند.
- شمال ميامي، فلوريدا (افتتح عام 1992 - أغلق عام 2021).
- دنفر، كولورادو (افتتح عام 2000 - أغلق عام 2021).
- شارلوت بولاية نورث كارولينا (افتتحت عام 2004).

تم دمج حرمين جامعيين سابقين في تشارلستون، ساوث كارولينا (افتتح في عام 1984) ونورفولك، فيرجينيا (افتتح في عام 1986)، تدريجيًا في حرم شارلوت الجامعي، بدءًا من سبتمبر 2003 وانتهى في مايو 2006 بإغلاق هذا الحرم الجامعي.

## أكاديميون

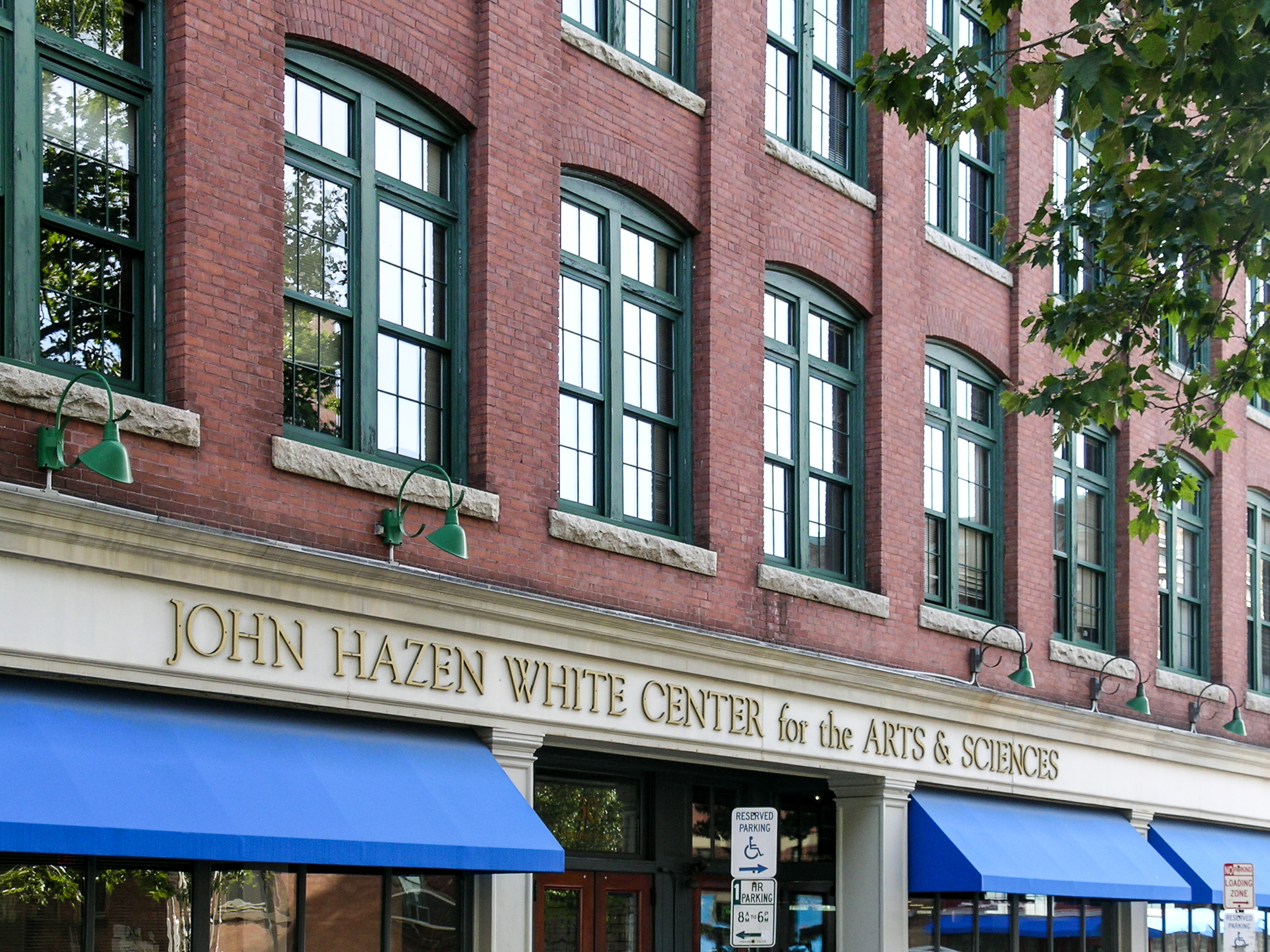
مركز جون هازن وايت هو مقر لكلية الآداب والعلوم

تمتلك جامعة جونسون وويلز حاليًا ست وحدات أكاديمية في كل من حرمها الجامعي:
- كلية إدارة الأعمال
- كلية فنون الطهي
- كلية الضيافة
- كلية الصحة والعافية
- كلية الهندسة والتصميم
- كلية جون هازن وايت للفنون والعلوم

حرم بروفيدنس هو موطن لكلية إدارة الأعمال وكلية الضيافة وكلية الآداب والعلوم وكلية الهندسة والتصميم. هذا الحرم الجامعي هو موطن لعدة وحدات أكاديمية إضافية: مدرسة آلان شون فينشتاين للدراسات العليا وكلية فنون الطهي. كما يوجد بها كلية التربية، والتي تقدم برامج درجة الماجستير والدكتوراه المتخصصة. يمكن للطلاب الذين يدخلون المجال للتو الحصول على ماجستير في التدريس، ويمكن للمعلمين الحاليين الحصول على درجة الماجستير في التربية (M.Ed.). بالنسبة للمعلمين الحاليين الذين يرغبون في التقدم في دراستهم، هناك برنامج دكتوراه حيث يمكنهم كسب (ماجستير). تقدم جامعة جونسون وويلز أيضًا 11 درجة بكالوريوس عبر الإنترنت وتسعة برامج للحصول على درجة الماجستير عبر الإنترنت.

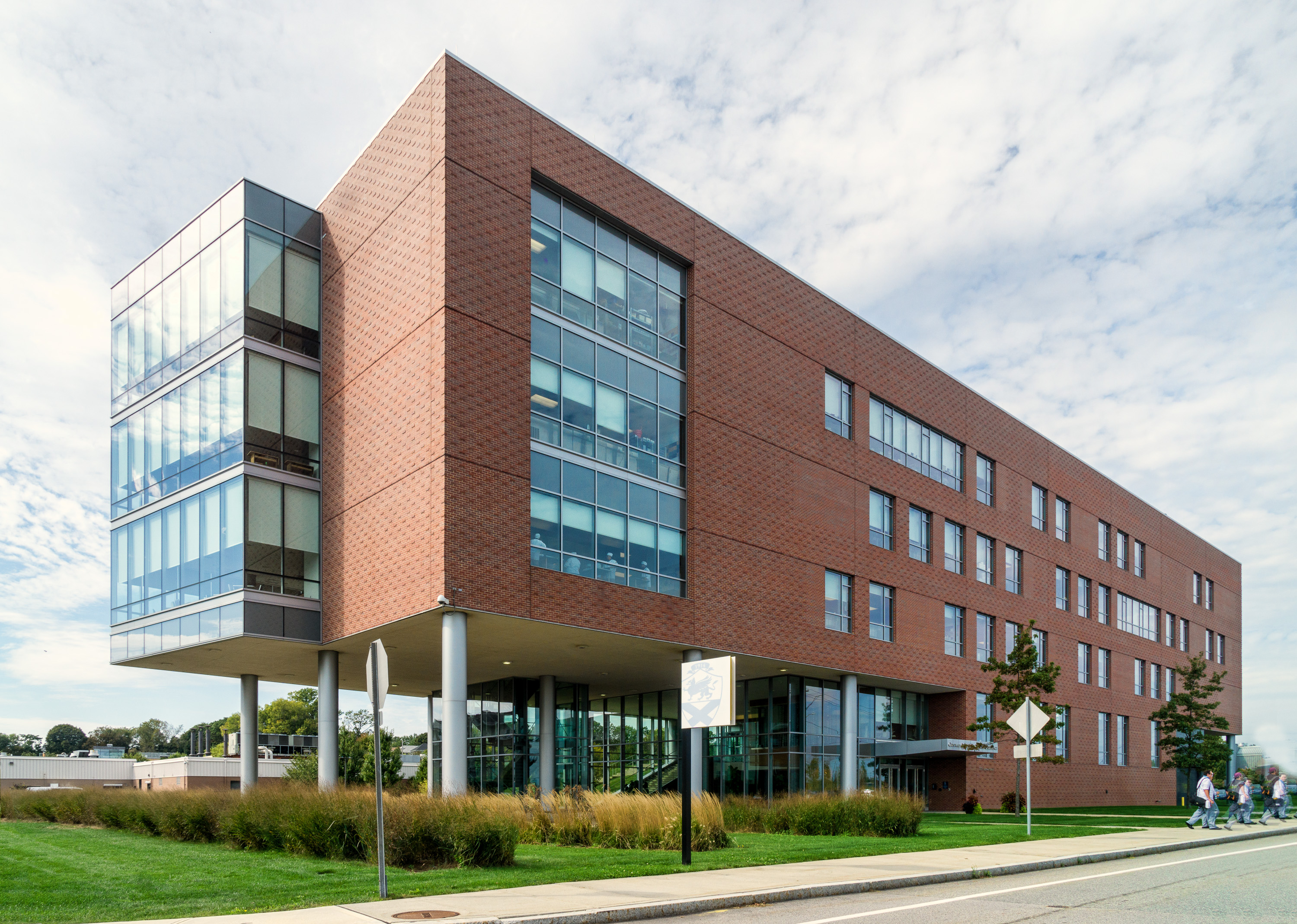
مركز كوزينارت للتميز في الطهي، حرم هاربورسايد في بروفيدنس

تشتهر جامعة جونسون وويلز ببرنامج فنون الطهي، ولكن تم تأسيسها لأول مرة كبرامج للأعمال والضيافة. تعد الجامعة أكبر معلمة خدمات غذائية في العالم. جامعة جونسون وويلز هي واحدة من أفضل ثلاث كليات ضيافة، وفقًا لتصنيفات 2010 الصادرة عن برنامج قبول الجامعات الأمريكية، والذي يصنف الجامعات الأمريكية وفقًا لسمعتها الدولية. JWU هي موطن لأكبر 39 كلية أعمال في الولايات المتحدة.

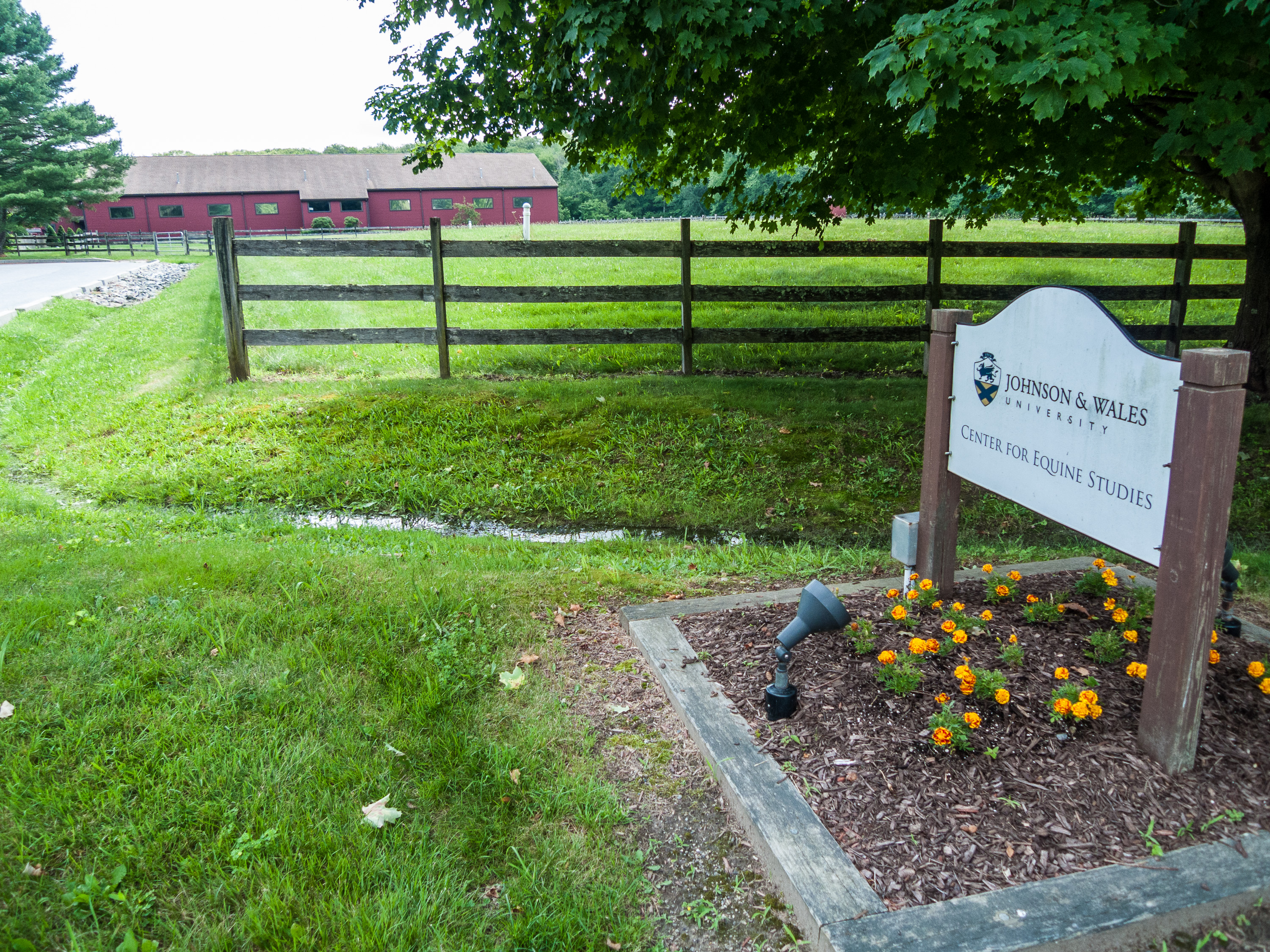
مركز الخيول في ريهوبوث، ماساتشوستس

ينقسم العام الدراسي في الجامعة إلى ثلاثة فصول، كل 11 أسبوعًا، حيث يتم استبدال فصلي الخريف والربيع القياسيين بفصول الخريف والشتاء والربيع. مع بداية العام الدراسي 2018-2019، تقدم الجامعة جميع برامج شهادات الدراسات العليا، باستثناء برامج التعليم على مستوى الماجستير، في تقويم الفصل الدراسي. سيتم الانتهاء من التحويل إلى فصول دراسية في خريف عام 2020 لجميع برامج التعليم الجامعي والتعليم المستمر والماجستير المقدمة في الجامعة. كما يتم تقديم الفصول الدراسية خلال أشهر الصيف، مما يؤدي إلى إنشاء فترة أكاديمية رابعة. ينتج عن هذا إجازة ربيعية مبكرة وإجازة صيفية نموذجية من مايو إلى سبتمبر. خلال فصول الخريف والشتاء والربيع، يأخذ الطلاب عادةً من ثلاث إلى أربع دورات في الفصل الدراسي. يتم تسجيل الطلاب في برنامج الطهي في خمس جلسات معملية مدتها تسعة أيام، والتي تقام من الاثنين إلى الخميس من كل أسبوع. هذه الدورات متاحة فقط للطلاب بدوام كامل.

## خريجون متميزون
- ميشيل برنشتاين (1994)، شيف وصاحبة مطعم.[15]
- غراهام إليوت، طاهٍ مشهور
- ماريا كانيليس (2017)، مصارع محترف وخادم
- جيم رينر، لاعب غولف محترف
- تشارلز روزا، فنان قتال مختلط.[16]
- آرون سانشيز، طاهٍ مشهور.
- كريس سانتوس، طاهٍ شهير وشخصية تلفزيونية.
- برينان وارد، مصارع ومقاتل محترف في فنون القتال المختلطة.